# Horn (Adelsgeschlecht, Ranzin)

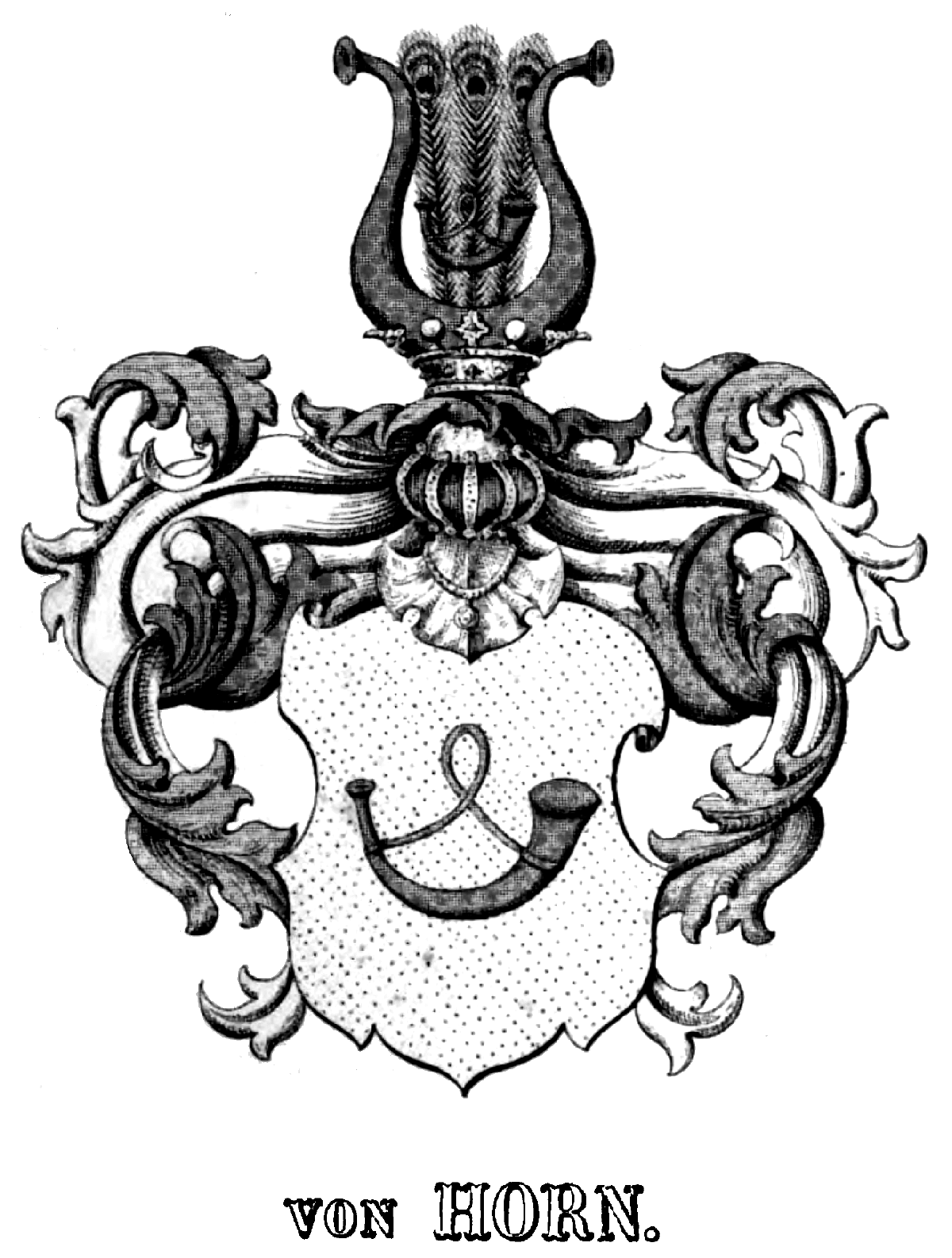
Stammwappen derer von Horn auf Ranzin

Horn ist der Name eines alten vorpommerschen Adelsgeschlechts mit dem Stammsitz Ranzin südöstlich von Greifswald. Es existiert bis heute in der schwedischen Linie Horn af Rantzien.
Die Familie ist zu unterscheiden von einer Vielzahl anderer Geschlechter namens Horn (siehe Liste der Adelsgeschlechter namens Horn).

## Geschichte
Erster urkundlich genannter Vertreter der Familie ist der Ritter Michael Horn; † 14. Dezember 1315, (Grabmal in der Kirche zu Ranzin), mit dem auch die lückenlose Stammreihe beginnt. Spätestens seitdem war die Familie auf ihrem Stammgut Ranzin ansässig, das bis 1845 im Besitz der Familie blieb (das heutige Gutshaus wurde erst danach erbaut), in späterer Zeit auch auf dem Nebengut in Schlatkow. Vom 15. bis 18. Jahrhundert besaßen sie auch das Gut Wahlendow mit Buggow sowie Anteile am Gut Pätschow.
Auch in der Mark Brandenburg war das Geschlecht zu finden.
Ihren Alters- oder Nebensitz nahmen die von Horn in Gützkow, wo sie ein Hausgrundstück besaßen. So waren dort die Brüder Franz, Friedrich und Gustav von Horn in den Jahren 1844 bis 1862 als Bürger der Stadt vereidigt worden. Gustav von Horn war dort Mitbegründer und Hauptmann der 1858 gegründeten Schützen-Compagnie.

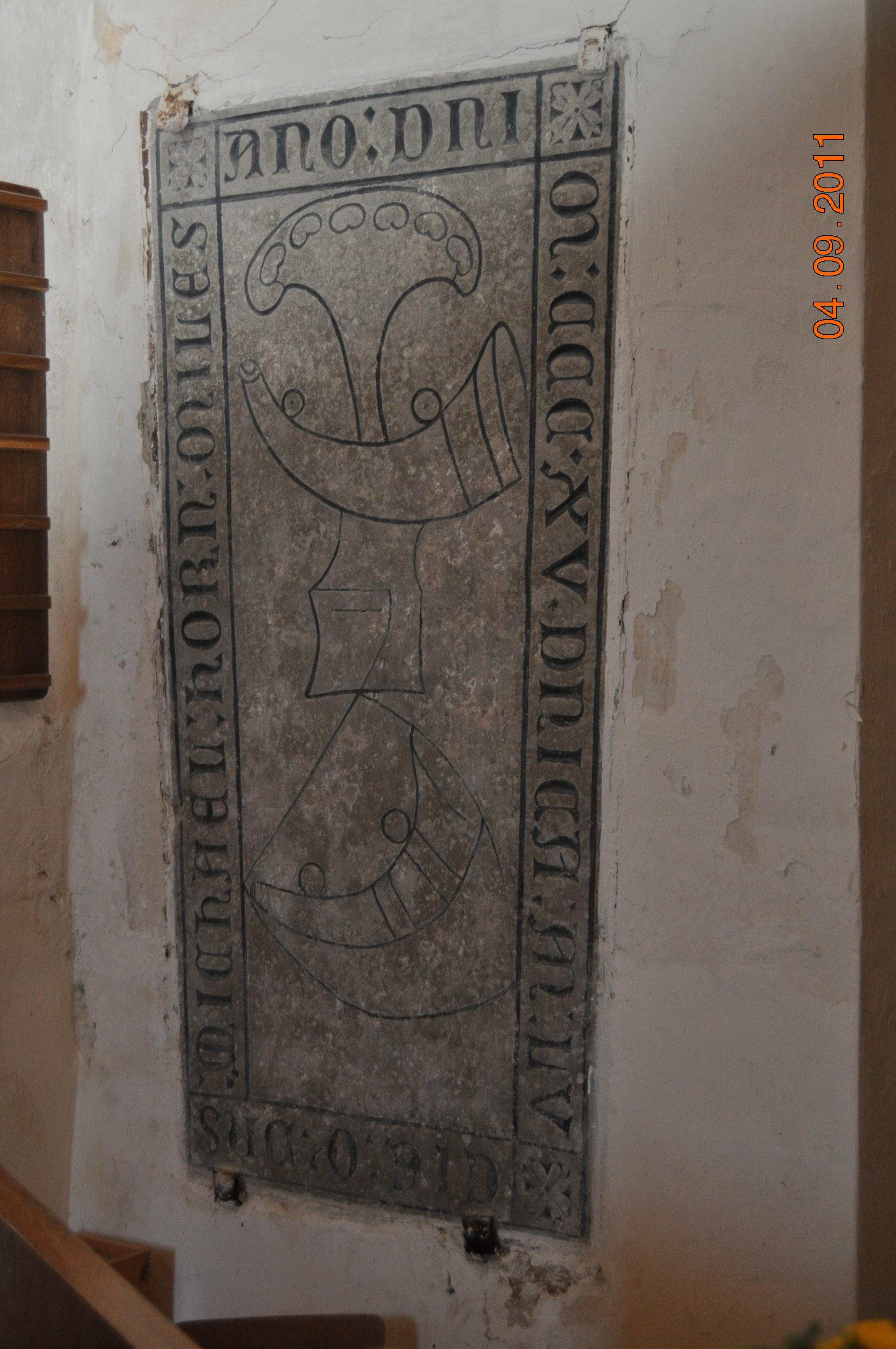
Grabplatte von Horn 1315
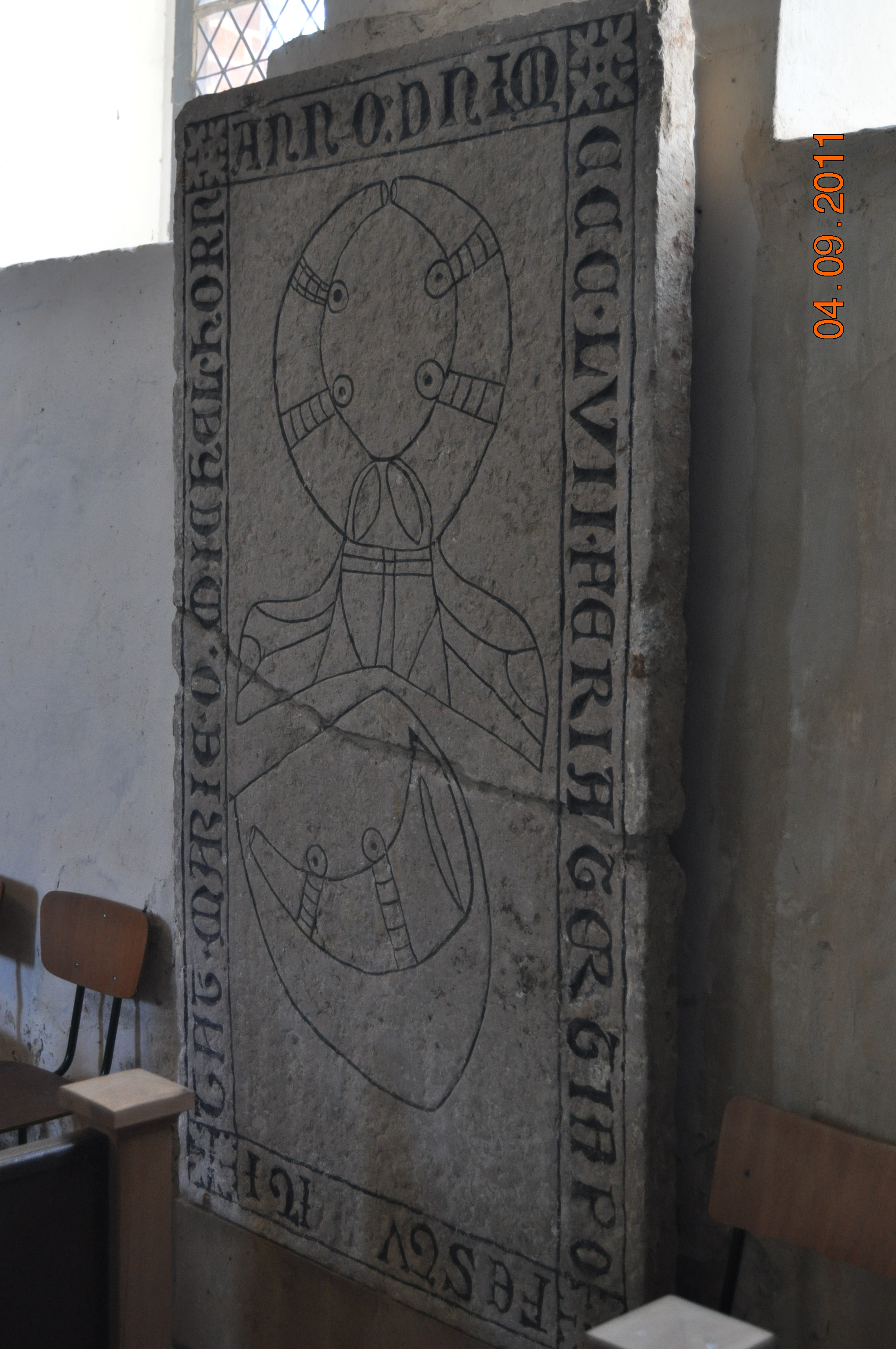
Grabplatte von Horn 1357
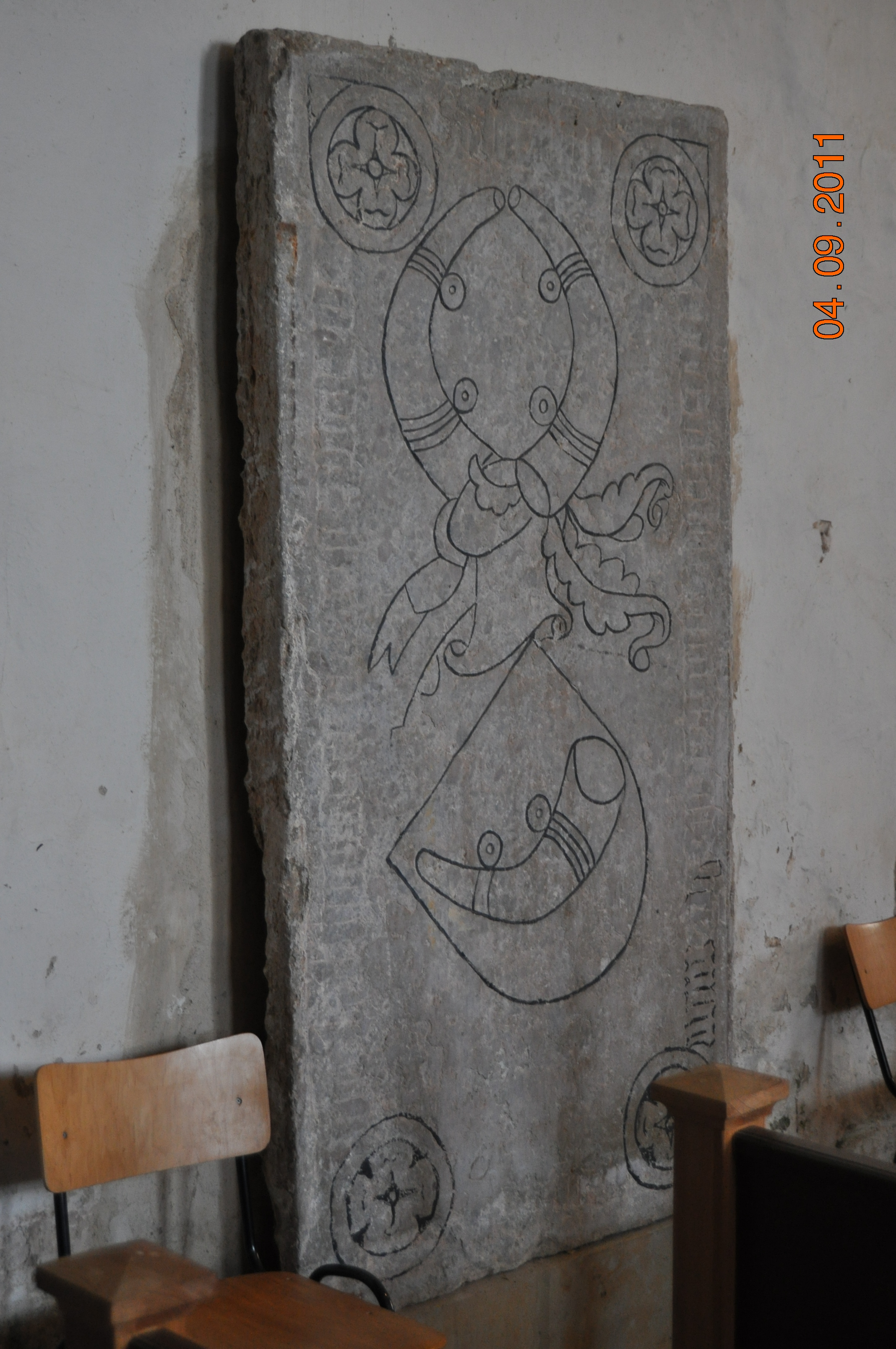
Grabplatte von Horn 1407
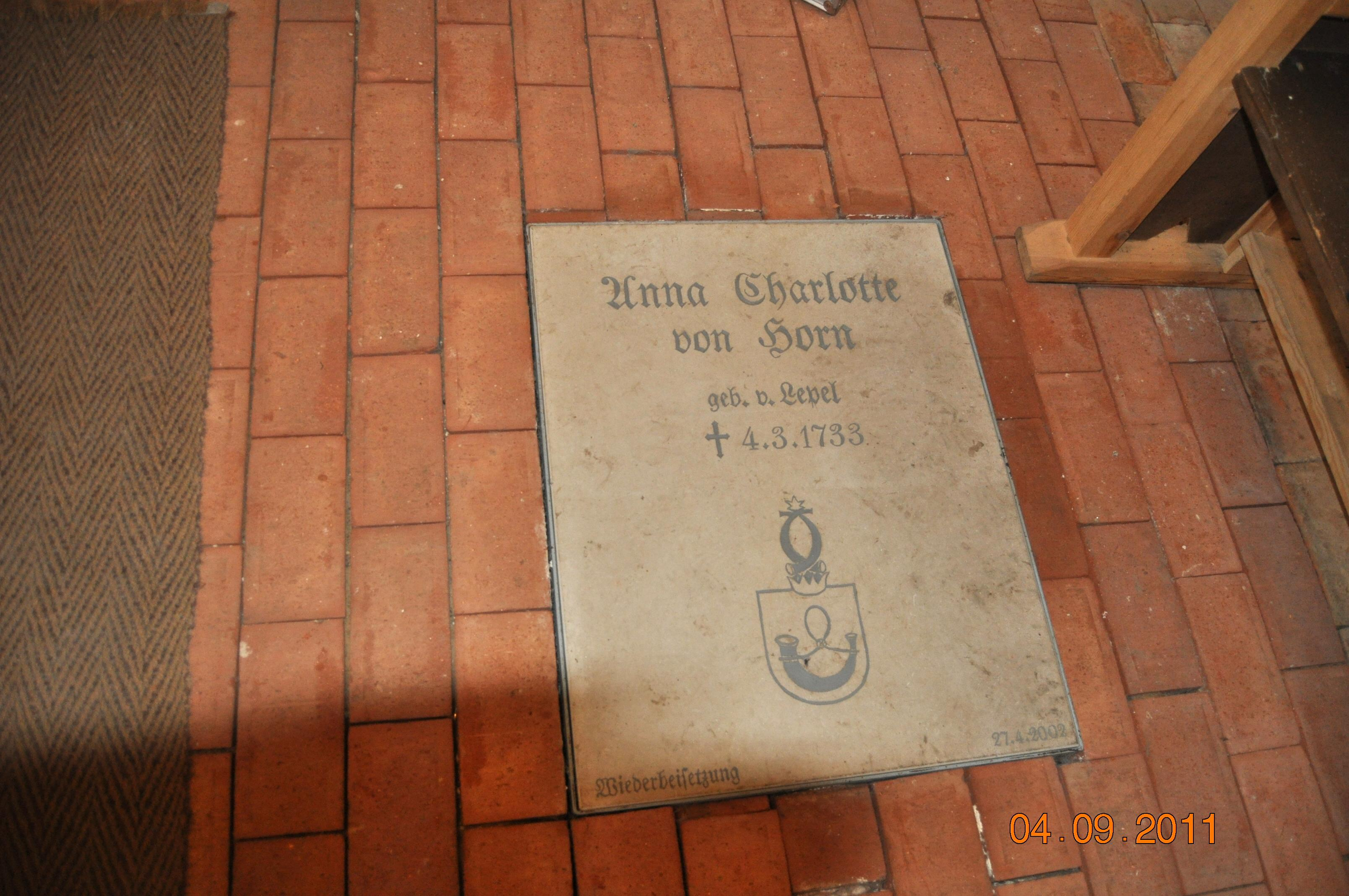
Grabstätte Anna von Horn, geb. von Lepel 1733

Eine Linie der Familie existiert bis heute in Schweden unter dem Namen Horn af Rantzien. Diese begründeten Henning Rudolf Horn (1651–1730), der 1719 zum schwedischen Grafen erhoben wurde, und sein Bruder Carl Gustav, der 1719 Freiherr wurde. Die Grafen erloschen 1892 mit Nils Henning Rudolf Bernhard Horn af Rantzien, respektive seiner Tochter Hilda, verheiratete Gräfin Hamilton, wohnhaft in Stockholm. Die freiherrliche Linie starb bereits 1775 im Mannesstamme aus. 1797 wurde mit Samuel Henrik Horn af Rantzien ein noch bestehender uradeliger Zweig unter der Nummer 1.910 A in die Ritterklasse 1 des schwedischen Ritterhauses aufgenommen. Ein Enkel von Samuel Henrik Horn af Rantzin, Oberstleutnant Christer Michael Horn (1868–1955), war mit der Schriftstellerin Vivi Horn geb. Ankarcrona (1877–1971) verheiratet.
Oberst Bengt Gustav von Horn-Ranzin stiftete via Testament am 15. November 1797 zu Greifswald ein v. Horn-Ranzinsches Familienfideikommiss von 30000 Thalern. Letzte Nutznießer waren in den 1930er Jahren aus der Familienlinie II u. a. die gemeinsamen Nachfahren des kgl. schwedischen Kammerherrn Christian Leopold von Horn (1760–1833), verheiratet mit Karolina Zörensen (1767–1831). Zum einen Gustav von Horn (1860–1925) und sein Bruder Fritz, sowie auch deren Vettern, die Offiziere Erich Franz Otto von Horn und sein Bruder, Major Hans Henning von Horn, Vorsitzender des Familienverbandes.

## Die Hornätten
Die schwedische Linie Horn af Rantzien ist nicht zu verwechseln mit dem schwedisch-finnischen Adelsgeschlecht Horn, auch die Hornätten genannt, ähnlichen Wappens. Das Geschlecht führte ebenfalls ein schwarzes Horn auf goldenem Grund, aber ohne Schnur. Laut Johann Friedrich Gauhe stammt dieses finnisch-schwedische Geschlecht von den pommerschen Horn ab. Das finnisch-schwedische Geschlecht erscheint erstmals mit Olof Mattsson, 1381–1415 Herr auf Åminne bei Halikko in Finnland. Zu letzterem Geschlecht gehörten die Horn af Kanckas (bei Masku, Finnland), Horn af Björneborg (ein Krongut in Finnland), Horn af Marienborg (Livland) und Horn af Ekebyholm (bei Norrtälje, Schweden). Aus diesem Geschlecht stammte der bekannte schwedische Feldmarschall im Dreißigjährigen Krieg, Graf Gustaf Horn.

## Wappen
- Blasonierung des Stammwappens: In Gold ein schwarzes Hifthorn mit blauer Schnur. Auf dem Helm mit rechts schwarz-goldenen, links blau-silbernen Helmdecken ein mit dem Jagdhorn belegter Pfauenwedel zwischen zwei schwarzen Büffelhörnern.
- Blasonierung des Grafenwappens von 1697: Geviert mit gekrönten goldenen Herzschild, darin ein schwarzes Horn mit Band. Felder 1 und 4 ein gekrönter schwarzer Adler, Felder 2 und 3 in Silber ein weißes beschriebenes Blatt Papier belegt mit drei balkenweis schrägrechts gestellte rote Rosen. Zwei gekrönte Helme: I. mit schwarz-goldenen Decken der schwarze gekrönte Adler, II. mit rot-silbernen Decken vier schwarze Straußenfedern zwischen zwei goldenen Büffelhörnern.

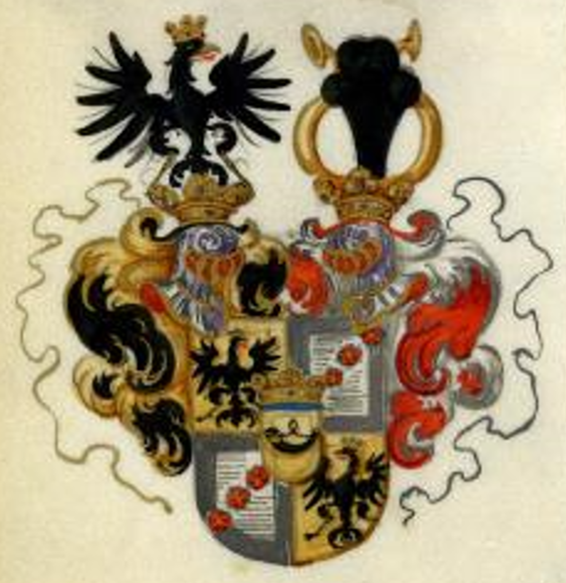
Wappen der Grafen von Horn (1697)
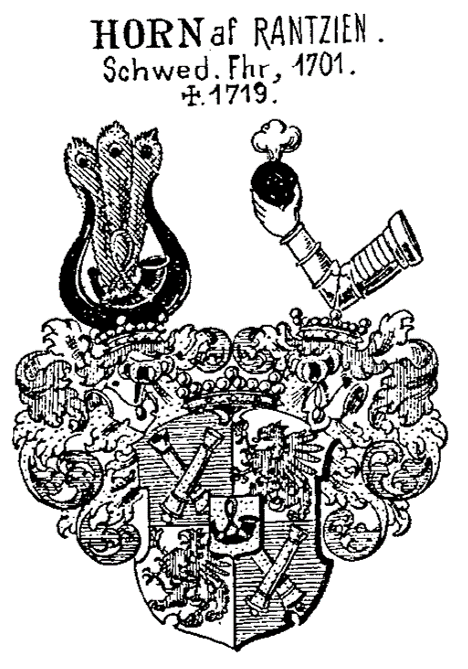
Wappen der schwedischen Freiherren von „Horn af Rantzin“ (1701) – ausgestorben 1719
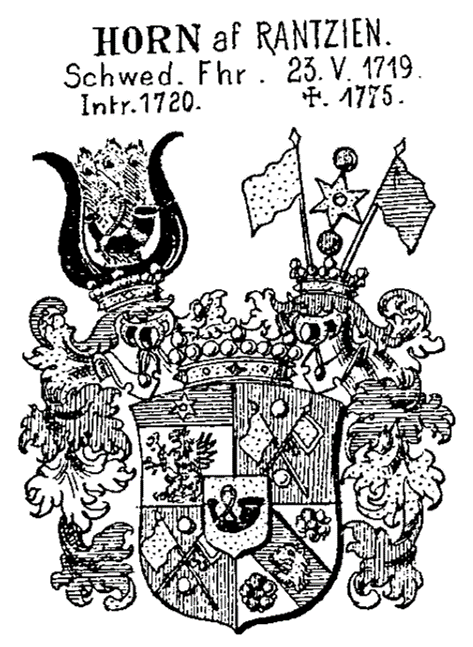
Wappen der schwedischen Freiherren von „Horn zu Rantzin“ (1719) – ausgestorben 1775

## Familienverband
Am 2. Oktober 1897 wurde ein Familienverband mit einer zweiten jüngeren Familie von Horn gegründet, der Familientag war alle zwei Jahre.

## Bekannte Familienmitglieder
- Wilcken Horn auf Groß Jasedow, 1554 Fischmeister zu Lassan
- Achim Horn auf Gribow, 1561 Hauptmann zu Treptow und Klempenow
- Matthias Horn auf Ranzin, 1575 Hauptmann zu Uckermünde
- Jarslav Horn auf Schlatkow, 1593 Hauptmann zu Verchen
- Henning Horn zu Ranzin, 1632 Hausvoigt zu Uckermünde
- Philipp von Horn, Kanzler von Pommern-Wolgast, 1641 Oberkommandant und Präsident zu Stralsund und später Brandenburgischer Staatsmann und Geheimrat in Hinterpommern, Herr auf Divitz
- David Horn, Wolgastischer Hofrat und Canonicus des Domkapitels zu Cammin
- Franz Horn, Königlicher Regierungsrat und bis zu seinem Tod im Jahre 1682 Schlosshauptmann zu Stettin
- Heinrich Christian Horn, schwedischer Rittmeister, hatte Mitrecht an Ranzin und Oldenburg
- Friedrich Wilhelm Leopold von Horn († 1709), ab 1697 Graf von Horn, mecklenburgischer Regierungsbeamter und Diplomat aus Schwedisch-Pommern
- Henning Rudolph von Horn, Sohn von Balzer Horn auf Ranzin und Oldenburg, wurde als schwedischer Obrist und Reichsrat 1719 in den Grafenstand erhoben
- Christian Siegmund von Horn (1714–1776), Generalmajor und Regimentschef der altpreußischen Kavallerie
- Philipp Ernst von Horn, schwedischer Regierungsrat und Kanzler, von 1747 bis 1776 Besitzer des pommerschen Gutes Ludwigsburg, Vater von Moritz Ulrich von Horn
- Moritz Ulrich von Horn († 20. Oktober 1797), schwedischer Regierungsrat
- Carl Gustav von Horn, Obrist in schwedischen Diensten und wurde baronisiert
- Carl Bogislav Horn, Flügeladjutant in holländischen Diensten, fand als solcher seinen Tod bei einem Treffen bei Gent
- Friedrich Balzer Julius von Horn, Major in Schwedischen Diensten
- Christoph Bogislav Friedrich von Horn, Dänischer Husarenrittmeister
- Friedrich von Horn († um 1800), Mecklenburgisch-Strelitzer Landdrost
- Christian Leopold von Horn († 1833 in Gützkow), Mecklenburg-Schwerinscher Kammerherr
- Friedrich Otto Leopold von Horn (1794–1854), Leutnant a. D., adoptierte 1852 den Berliner Zeitungsverleger Hermann Killisch von Horn (1821–1886), auf Dubraucke, Horlitza, Reuthen, Klein Loitz, Tschernitz und Wadelsdorf (Niederlausitz)
- Antonie von Horn Roothbert (1899–1970), Fotografin und Gründerin des Roothbert-Fonds

### Generale
- Adolf von Horn (1819–1885), preußischer Generalmajor
- Arthur von Horn (1819–1893), preußischer Generalmajor
- August Wilhelm von Horn (1800–1886), preußischer General der Infanterie
- Christian Siegmund von Horn (1714–1776), Generalmajor und Chef des Kürassierregiments „von Diessen“
- Erich von Horn (1857–1916), preußischer Generalmajor
- Franz Eugen Karl Wilhelm Johannes von Horn (1857–1931), preußischer Generalmajor
- Friedrich Magnus von Horn (1704–1774), preußischer Generalmajor
- Heinrich Friedrich Dietrich Sigismund von Horn (1806–1883), preußischer Generalleutnant
- Johann Jakob von Horn (1776–1852), preußischer Generalmajor
- Karl von Horn (1853–1913), preußischer Generalleutnant
- Magnus Friedrich von Horn (1640–1712), preußischer Generalleutnant und Gouverneur von Geldern
- Paul von Horn (1849–1904), preußischer Generalleutnant